# Opium (album KMFDM)
Opium - debiutancki album niemieckiego zespołu industrialnego KMFDM, wydany w 1984 roku limitowanym nakładem 200 kaset magnetofonowych. W 2002 roku album został na nowo wydany przez KMFDM Records pod zmienionym tytułem Opium 1984. Został nagrany w Hamburgu. Jest to jeden z dwóch albumów zespołu (obok Nihil), którego okładki nie stworzył artysta Aidan Hughes.

## Opis
Album został wydany drogą limitowanego nakładu kaset magnetofonowych i rozprowadzany po undergroundowych klubach nocnych i dyskotekach w Niemczech Zachodnich w 1984 roku. Przez wiele lat działalności zespołu fani nie zdawali sobie sprawy z jego istnienia gdyż wszystkie kasety przepadły i album nie został wydany oficjalnie; w 2002 roku album został na nowo wydany przez Metropolis Records i KMFDM Records. Album nagrywano w Niemczech Zachodnich w studiach Pft Brd i Blankenese.

## Nowe wydanie albumu
W 2002 roku album został wydany na nowo pod tytułem Opium 1984. Oryginalne taśmy z utworami z pierwszego wydania albumu zostały jednak uszkodzone po pożarze domu, w którym były przechowywane. W wyniku tego dźwięki na niektórych utworach musiały być całkowicie wycięte i tworzone na nowo, w sposób taki, żeby były identyczne z oryginałem.

## Lista utworów
Oryginalne wydanie
1. "Penetration"
2. "Splatter"
3. "Fix Me Up!"
4. "Get It On"
5. "Mating Sounds of Helicopters"
6. "Warp'd"
7. "Your Monkey's Business"
8. "Helmut! Mein Helmut!"
9. "Cunt-Boy"
10. "The Smell"

Opium 1984
1. "Fix Me Up" - 3:40
2. "Splatter" - 3:51
3. "The Smell" - 4:06
4. "Helmut Mein Helmut" - 4:44
5. "Warp'd" - 2:35
6. "Penetration" - 4:10
7. "Entschuldigung" - 3:43
8. "Cuntboy" - 6:09
9. "RAF OK" - 4:25
10. "Mating Sounds of Helicopters" - 6:26